# La Fille dans les serres de l'aigle
La Fille dans les serres de l’aigle (titre original : Havsörnens skrik) est un roman policier suédois de Karin Smirnoff paru en 2022. C’est le septième tome de la saga Millénium.

## Génèse
Après les trois tomes de Millénium écrits par Stieg Larsson, une deuxième trilogie est écrite par David Lagercrantz. Les droits sont ensuite rachetés par la maison d’édition Polaris, qui annonce en 2021 que la prochaine trilogie sera confiée à Karin Smirnoff.

## Résumé
Lisbeth Salander doit quitter Stockholm pour venir en aide à sa nièce, qui vit dans le nord de la Suède. En effet, la jeune fille de treize ans, orpheline de père et de mère, a disparu. Lisbeth et son comparse habituel Mikael Blomkvist se retrouvent mêlés aux problématiques écologiques du grand nord (utilisation des terres, exploitation des ressources…).

## Éditions françaises
Édition imprimée originale en grand format
- Karin Smirnoff (trad. du suédois par Hege Roel-Rousson), La Fille dans les serres de l’aigle : roman [« Havsörnens skrik »], Arles, éd. Actes Sud, coll. « Actes noirs », 1er novembre 2023, 432 p., 24 cm (ISBN 978-2-330-18406-3)